# Фатма (ТВ серија)
Фатма (тур. Fatma) турска је крими-драмска телевизијска серија. Приказана је 27. априла 2021. године, а састоји се од шест епизода. Главне улоге глуме: Бурџу Бириџик, Угур Јуџел, Мехмет Јилмаз Ак и Хазал Туресан. Смештена је и снимљена у Истанбулу, а говори о чистачици која се умеша у опасан са криминалцима и одметницима како би пронашла свог мужа.

## Радња
Скрхана трагедијом, безлична кућна помоћница креће у убилачки поход, трежећи свог несталог мужа и суочавајући се са старим ранама.

## Улоге
| Глумац              | Улога        |
| ------------------- | ------------ |
| Бурџу Бириџик       | Фатма Јилмаз |
| Угур Јуџел          | Јазар        |
| Мехмез Јилмаз Ак    | Бајрам       |
| Хазал Туресан       | Емине        |
| Олгун Токер         | Сидар        |
| Гулчин Култур Шахин | Кадрије      |
| Дениз Хамазаоглу    | Исмаил       |
| Чагдаш Онур Озтурк  | Јусуф        |

## Епизоде
| Бр. еп. | Наслов         | Премијера       |
| ------- | -------------- | --------------- |
| 1       | Гравитација    | 27. април 2021. |
| 2       | Прашина        | 27. април 2021. |
| 3       | Погледај ме    | 27. април 2021. |
| 4       | Мајке и синови | 27. април 2021. |
| 5       | До прозора     | 27. април 2021. |
| 6       | Пад            | 27. април 2021. |